# Serrivomeridae
Serrivomeridae é uma família de peixes actinopterígeos pertencentes à ordem Anguilliformes, subordem Nemichthyoidei.

## Géneros
Estão descritos dois géneros:
- Stemonidium
- Serrivomer